# Peer Krom
Gerardus Johannes „Peer” Krom (ur. 10 marca 1898 w Haarlemie, zm. 15 grudnia 1965 w Beverwijk) – holenderski piłkarz grający na pozycji pomocnika. W swojej karierze rozegrał 14 meczów i strzelił 1 gola w reprezentacji Holandii.

## Kariera klubowa
W swojej karierze piłkarskiej Krom grał w klubie HFC Haarlem.

## Kariera reprezentacyjna
W reprezentacji Holandii Krom zadebiutował 25 listopada 1923 roku w wygranym 4:1 towarzyskim meczu ze Szwajcarią, rozegranym w Amsterdamie. W debiucie zdobył gola. W 1924 roku był w kadrze Holandii na igrzyska olimpijskie w Paryżu, a w 1928 roku w kadrze na igrzyska olimpijskie w Amsterdamie. Od 1923 do 1928 roku rozegrał w kadrze narodowej 14 meczów i zdobył w nich 1 bramkę.